# Myndy Crist
Myndy Crist (nascida em 05 de fevereiro de 1975) é uma atriz estadunidense, que já atuou em vários programas de televisão, mais notavelmente em quatro episódios de Six Feet Under como Dana e dois episódios de NYPD Blue como Carly Landis. Ela também desempenhou pequenos papéis em vários filmes, incluindo: The Time Machine (2002) e Hanging Up.
Ela nasceu Myndy Zeno em Detroit, Michigan em 1975. Ela cresceu em Marin County na Califórnia e se formou no "UCLA School of Theater and Film". Crist é casada com o ator Josh Stamberg.

## Filmografia
| Ano  | Titulo                    | Personagens |
| ---- | ------------------------- | ----------- |
| 2000 | Gun Shy                   | Myrna       |
| 2000 | Hanging Up                | Dr. Kelly   |
| 2000 | Chain of Fools            | Jeannie     |
| 2002 | The Time Machine          | Jogger      |
| 2007 | The Jane Austen Book Club | Lynne       |

### Televisão
| Ano       | Nome                              | Personagens         | Notas       |
| --------- | --------------------------------- | ------------------- | ----------- |
| 1995      | Living Single                     | Gail                | 1 Episódio  |
| 1999      | The King of Queens                | Jessica             | 1 Episódio  |
| 1999–2000 | ER                                | Valerie Page        | 2 Episódios |
| 2002      | The Guardian                      | Doris Greene        | 1 Episódio  |
| 2002      | Breaking News                     | Janet LeClaire      |             |
| 2003      | Law & Order: Special Victims Unit | Carrie Huitt        | 1 Episódio  |
| 2003      | Without a Trace                   | Sarah Sellars       | 1 Episódio  |
| 2003      | Two and a Half Men                | Wendy               | 1 Episódio  |
| 2003–2004 | Six Feet Under                    | Dana                | 4 Episódios |
| 2004      | Cold Case                         | Dana Hunter         | 1 Episódio  |
| 2004      | House MD                          | Elise Snow          | 1 Episódio  |
| 2004–2005 | NYPD Blue                         | Carly Landis        | 2 Episódios |
| 2005      | 24                                | Melissa             | 1 Episódio  |
| 2005      | CSI: Miami                        | Karla Jane Gardner  | 1 Episódio  |
| 2005      | Crossing Jordan                   | Andrea Carruthers   | 1 Episódio  |
| 2005      | Clubhouse                         | Conrad's teacher    | 1 Episódio  |
| 2006      | Grey's Anatomy                    | Mrs. Hanson         | 1 Episódio  |
| 2009      | The Mentalist                     | Jessie Skelling     | 1 Episódio  |
| 2009      | Eleventh Hour                     | Dr. Veronica Reeves | 1 Episódio  |
| 2009      | Drop Dead Diva                    | Mindy Billmeyer     | 1 Episódio  |
| 2010      | Bones                             | Grace Redmon        | 1 Episódio  |
| 2010      | The Whole Truth                   | Melanie             | 1 Episódio  |
| 2011      | NCIS: Los Angeles                 | Emily Chambers      | 1 Episódio  |
| 2012      | 90210                             | Lawyer              | 1 Episódio  |

### Ligações Externas
- Myndy Crist. no IMDb.
- Myndy Crist Fandango Page